# 鶴城区
鶴城区（かくじょう-く）は中華人民共和国湖南省懐化市に位置する市轄区。

## 行政区画
- 街道：城中街道、城北街道、城南街道、紅星街道、迎豊街道、河西街道、坨院街道
- 鎮：黄金坳鎮
- 郷：盈口郷、涼亭坳郷
- 黄岩旅遊度假区